# Moïra la naufrageuse
Moïra la naufrageuse est un roman de l'ancien résistant, homme d'affaires et producteur Gwenn-Aël Bolloré publié le 1er novembre 1958 aux éditions de la Table ronde.

## Novélisation
Ce livre fait suite au tournage du film Les Naufrageurs, de Charles Brabant, d'après un scénario de Gwenn-Aël Bolloré lui-même. Il s'agit d'une novélisation avant l'heure, le film étant tourné entre le 13 mai et le 23 juillet 1958, et le livre publié le 1er novembre de la même année. Le scénario du film précède donc le livre. C'est la seule contribution de Bolloré à un long métrage de fiction, et Roland Laudenbach, directeur des éditions de la Table ronde qui publieront l'ouvrage, rédige d'ailleurs les dialogues du film.

## Éditions
- Moïra la naufrageuse, éditions de la Table ronde, 1958,  (ISBN 2710314673).